# Walter Dankleff
Walter Dankleff (12 de Novembro de 1906 - 18 de Junho de 1944) foi um comandante de U-Boot que serviu na Kriegsmarine durante a Segunda Guerra Mundial.